# Metawithius tonkinensis
Espèce
Synonymes
- Hyperwithius tonkinensis Beier, 1951

Metawithius tonkinensis est une espèce de pseudoscorpions de la famille des Withiidae.

## Distribution
Cette espèce se rencontre au Viêt Nam et en Chine au Sichuan,.

## Systématique et taxinomie
Cette espèce a été décrite sous le protonyme Hyperwithius tonkinensis par Beier en 1951. Elle est placée dans le genre Metawithius par Harvey en 2015.

## Étymologie
Son nom d'espèce, composé de tonkin et du suffixe latin -ensis, « qui vit dans, qui habite », lui a été donné en référence au lieu de sa découverte, le Tonkin.

## Publication originale
- Beier, 1951 : Die Pseudoscorpione Indochinas. Mémoires du Muséum National d'Histoire Naturelle, Paris, nouvelle série, vol. 1, p. 47-123.